# Oh! Gravity.
Oh! Gravity. è il sesto album discografico in studio del gruppo musicale alternative rock statunitense Switchfoot, pubblicato nel 2006.

## Tracce
1. Oh! Gravity. – 2:30
2. American Dream – 3:09
3. Dirty Second Hands – 3:18
4. Awakening – 4:11
5. Circles – 4:06
6. Amateur Lovers – 4:36
7. Faust, Midas, and Myself – 3:51
8. Head Over Heels (In This Life) – 3:41
9. Yesterdays – 4:04
10. Burn Out Bright – 3:24
11. 4:12 – 4:12
12. Let Your Love Be Strong – 3:47

## Gruppo
- Jon Foreman - voce, chitarra
- Tim Foreman - basso, cori
- Chad Butler - batteria
- Jerome Fontamillas - tastiere, chitarra, cori
- Andrew Shirley - chitarra, cori